# Oudwijk-Zuid
Oudwijk-Zuid is een kleine arbeiderswijk in de Nederlandse stad Utrecht. De buurt is gelegen ten zuiden van de Burgemeester Reigerstraat en ten noorden van de Minstroom en Abstede. Oudwijk-Zuid beslaat grofweg de zuidelijke helft van de wijk Oudwijk.

## Omschrijving en locatie
De buurt is strookvormig en ligt 'ingeklemd' tussen het statige Wilhelminapark en de Maliesingel. Oudwijk-Zuid kan grofweg omschreven worden als de buurt vanaf het van Alpenplein richting het zuidwesten, tot aan de Zonstraat, ofwel: de Oudwijkerdwarsstraat en zijn omgeving. Dat de buurt tot ver in de jaren negentig een typisch Utrechtse arbeiderswijk was, is makkelijk herkenbaar aan de uitstraling van de buurt. Het is een klein blok van de lange Oudwijkerdwarsstraat en de haakste kleine zijstraatjes (met weer ondergeschikte zijstraten en -stegen) met diverse bebouwing in de vorm van arbeiderswoningen, bovenwoningen en kleinschalige sociale woningbouw (voornamelijk rond de Iepstraat, Paarlstraat, Schelpstraat en het Minervaplein). Deze arbeiderswoningen - ook wel dakgootwoninkjes genoemd - komen overeen met die in Abstede, en andere arbeiderswijken in het oostelijk halfrond van de stad. En hoewel Oudwijk veel planmatiger is opgezet dan zijn zuiderbuur Abstede, maakt het dezelfde fijnmazige indruk. De buurt laat zich opdelen in drie kleinere buurtjes: Achter Oudwijk: de Oudwijkerdwarsstraat en zijstraten tezamen met de omgeving van het van Alphenplein; de Oosterbuurt: een buurtje rond de Oosterstraat; en de omgeving van het Minervaplein. 
De buurt wordt begrensd door in het noorden: de Burg. Reigerstraat en Maliebaan, in het westen: het Nederlands Spoorwegmuseum, de Maliesingel en Oosterbuurt, in het oosten: de Nicolaasweg en het Wilhelminapark, in het zuiden: officieel de Minstroom, officieus scheidt de Homeruslaan de buurt met Abstede/Sterrenwijk.

## Openbaar vervoer
Tot in de jaren vijftig was de buurt bereikbaar met de tram en nog eerder zelfs met de trein. Het Maliebaanstation fungeerde als een voorstadhalte, met name voor de elitaire bevolking van onder meer het aangrenzende Wilhelminapark (toentertijd was de trein een exclusief vervoermiddel). 
Tegenwoordig betreft het vooral de buslijn 8/Oorsprongpark (voorheen lijn 3), deze stopt op de Burgemeester Reigerstraat (hoofdstraat Oudwijk), de Oudwijkerdwarsstraat (centrale straat in Oudwijk-Zuid) en de Homeruslaan (laan met bruinstenen flatwoningen, waar het Utrechts Stedelijk Gymnasium aan gelegen is, tevens de gevoelsmatige scheidingslijn met Abstede).

## Bijzonderheden en typering wijk
Oudwijk-Zuid is een typisch voorbeeld van een (voormalige) Utrechtse arbeiderswijk, eind negentiende eeuw gerealiseerd door particulieren, met uitbreidingen gedurende de jaren twintig van de twintigste eeuw; strak en functioneel opgezet op het terrein van de overgebleven ruimte tussen de Binnenstad en het destijds net geopende Wilhelminapark. De wijk heeft periodes gekend van verval, vooral tijdens de jaren zeventig en tachtig. Destijds waren Wittevrouwen en Oudwijk twee van de meest roemruchte wijken van de stad. Fases van verkrotting zijn de buurt niet vreemd geweest. Echter, woningprijsexplosies ook niet; kostte een arbeiderswoning in de jaren tachtig nog minder dan 10.000 gulden, tegenwoordig kost deze twee euroton. De gentrificatie ging echter niet in een gestage lijn. Na economische voorspoed eind jaren tachtig, kwam de recessie van de jaren negentig. Deze trof de lagere inkomensklassen sterk. Dit waren ook de tijden van 'stadsvernieuwing'. Vele arbeiderswoningen leden onder leegstand, en de Oudwijkerdwarsstraat en de Absterdijk en diens zijstraten waren vaak grotendeels dichtgetimmerd. De gemeente koos voor sloop, en hele straten en straatdelen werden vervangen met sociale woningbouw. Een goed voorbeeld hiervan waren de twee vervallen flats, die plaats hebben gemaakt voor wat nu het Minervaplein is. De jaren negentig vormden een laatste nasleep in het volkse karakter van de wijk, een subcultuur die momenteel verwaterd. Sinds eind jaren negentig begint de buurt steeds een gemêleerdere bevolking te krijgen, wegens onder meer een toestroom aan studenten en starters, de zogenaamde veryupping. Jongere hoogopgeleiden kunnen zich de buurt veroorloven, en aangezien de authentieke families langzamerhand worden uitgekocht, en wegtrekken met hun buurtgenoten (veelal naar Zeist, Nieuwegein, Houten, en andere Utrechtse volksbuurten), is er veel ruimte voor het onderverhuren van kamers aan studenten. Echter is het authentieke karakter de wijk nog lang niet helemaal weg, en blijft het een wijk die qua bouw, bevolking, criminaliteit, geografie, sociaal-economische achterstand en statistieken nog altijd enigszins aansluit op de probleemwijken Abstede en Sterrenwijk. Er zijn twee locaties van het Leger des Heils gevestigd in de wijk, drie kringloopwinkels, en de sociale welzijnsinstantie Cumulus is sterk vertegenwoordigd in deze wijk. Het merendeel van de corporatiewoningen en sociale woningbouw is in handen van de woningbouwvereniging Mitros.
Bijzonderheden zijn vooral het Utrechts Stedelijk Gymnasium aan de Homeruslaan, het Nederlands Spoorwegmuseum en het 'Buurthuis Oudwijk'.